# Forks (Washington)
Forks er en lille by i staten Washington i USA, med et indbyggertal på op mod 4.000 personer.
Traditionelt har tømmerindustrien været vigtig for byens økonomi. Den historie fortælles på byens skovhuggermuseum.
Handlingen i den filmatiserede roman Twilight foregår i byen, hvilket har mangedoblet antallet af turister i Forks.
Byen er udgangspunkt for lystfiskeri efter steelhead, havvandrende regnbueørred, i Olympic-områdets mange elve.